# Musée des Beaux-Arts de Caracas
Le musée des Beaux-Arts de Caracas (en espagnol : Museo de Bellas Artes de Caracas) a été fondé à Caracas, au Venezuela, en 1917 et a été inauguré le 19 octobre 1919. Il est consacré aux œuvres d'artistes latino-américains européens et nord-américains, à l'art égyptien et à la céramique chinoise. C'est le musée d'arts plastiques le plus vieux et l'un des plus importants du pays.

## Collections

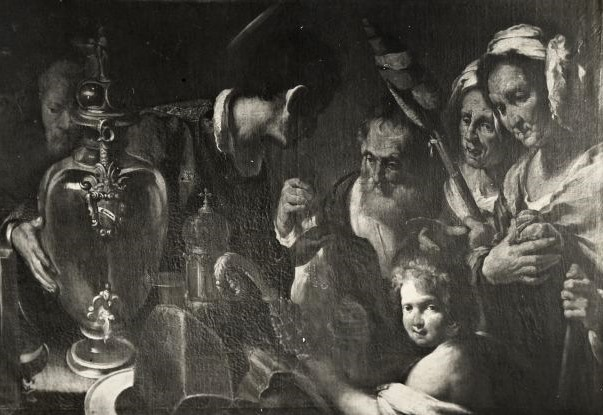
Elemosina di san Lorenzo (1620 a 1699), de Bernardo Strozzi
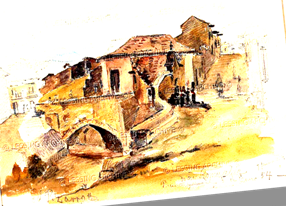
El Puente de Doña Romualda (1854), de Camille Pissarro
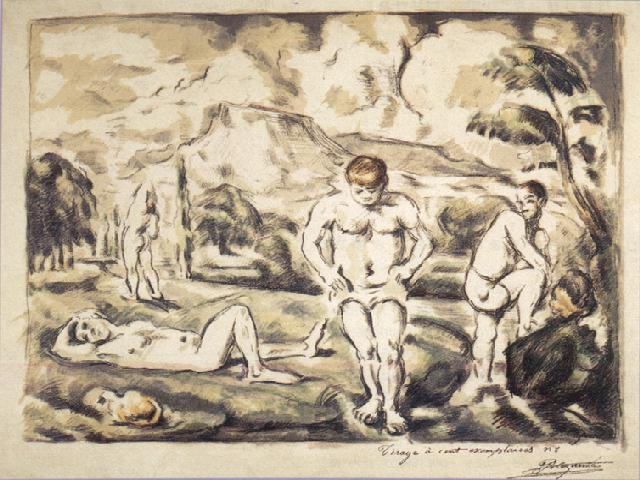
Bañistas desnudos, de Paul Cézanne
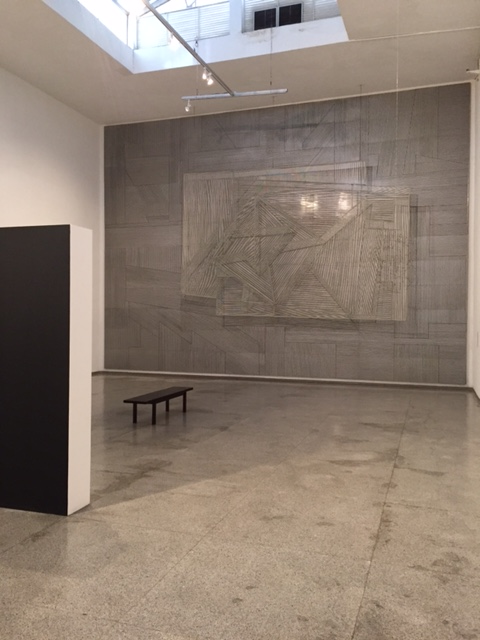
Mural de Bruselas (1958), de Jesús-Rafael Soto
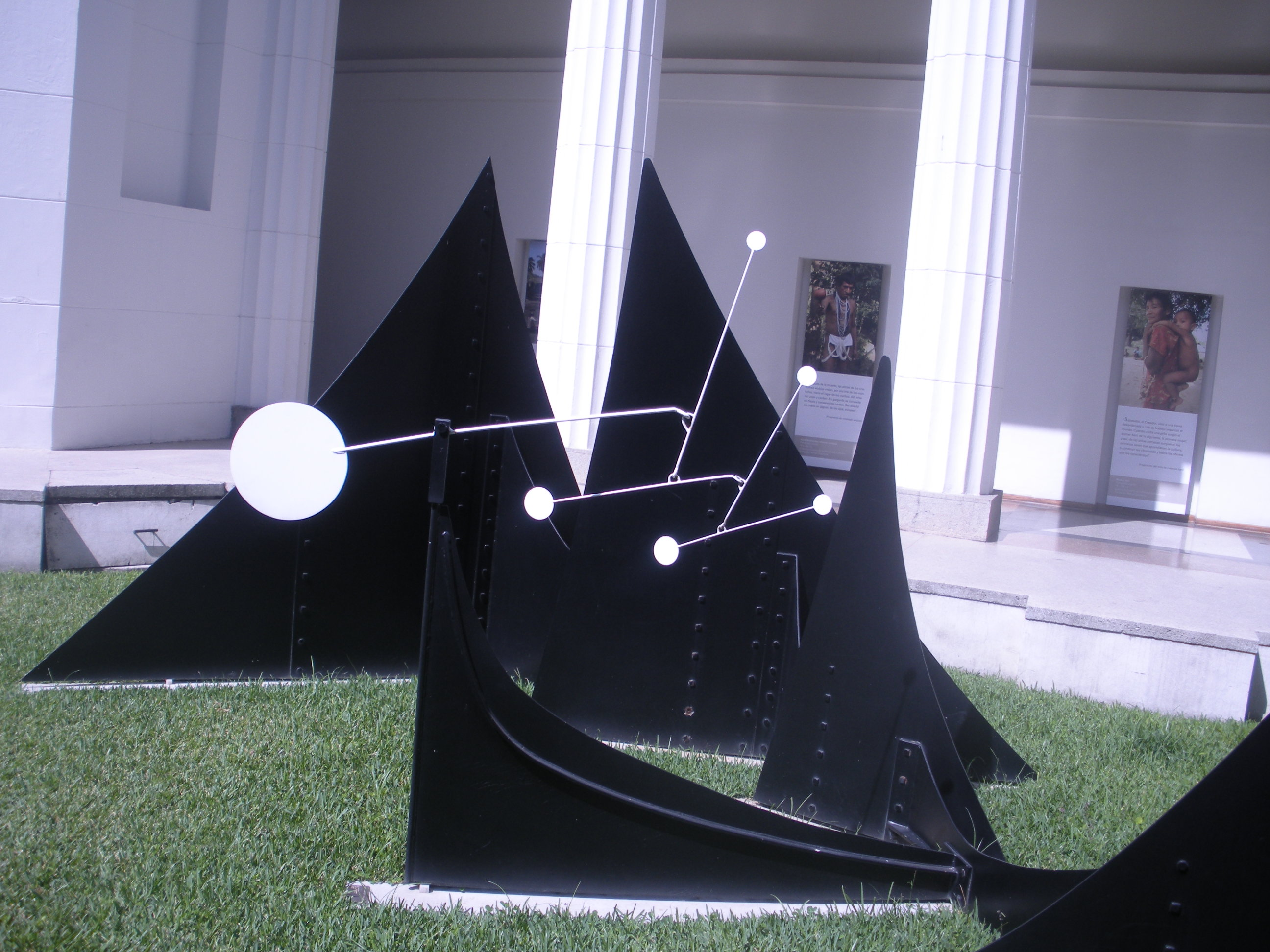
La Ciudad (1960), de Alexander Calder

- Artistes modernes et contemporains : Bernard Dreyfus (1940-2019), Michel Patrix (1917-1973).